# Уилям Леноар
Уилям Бенджамин Леноар (на английски: William Benjamin Lenoir) е бивш американски учен и астронавт на НАСА, извършил един космически полет.

## Биография
Роден е на 14 март 1939 г. в Маями, щата Флорида. Потомък е на генерал Уилям Леноар (1751 – 1839). Завършва начално и средно училище в гр. Корал Гебъл. През 1961 г. завършва Масачузетския технологичен институт (Massachusetts Institute of Technology) и получава бакалавърска степен по електротехника. През 1962 г. в същия институт получава степен магистър, а през 1965 г. защитава дисертация и получава докторска степен. 
През 1962 – 1963 г. работи като младши електроинженер, през 1964 – 1965 г. е преподавател в Масачузетския технологичен институт. През 1965 г. става доцент в катедрата по електротехника. Занимава се не само с преподавателска работа, а и участва в обработката на научните резултати, получени от експериментите, провеждани на изкуствените спътници.

## Космически полети
На 4 август 1967 г., става един от единадесетте учени (Scientist-Astronaut), зачислени в отряда астронавти на НАСА, 6-а група. Минава първоначална летателна подготовка в базата на ВВС в Логлин (Laughlin AFB) в Тексас.
Включен е в дублиращия екипаж на втората и третата експедиция на орбиталната станция Skylab (експедиции Skylab 3 и Skylab 4) като пилот и учен. През 1974 – 1976 г. е ръководител на групата по разработка на спътникови енергетични установки (Satellite Power Team).
Работи по програмата Space Shuttle в областта на планирането на операции на орбита, тренировки, извънкорабна дейност, извеждането на орбита, свалянето и възвръщането на Земята на различни спътници. Минава подготовка като специалист на полета, и получава назначение в екипажа на STS-5, по време на която се планирало осъществяване на първото търговско изстрелване на спътник.
Космическия полет се състоял от 11 до 16 ноември 1982 г. по време на мисията на совалката „Колумбия“, мисия STS-5. Продължителността на полета била 5 денонощия 2 часа 14 минути.

## След НАСА
След излизане от отряда на астронавтите на НАСА през септември 1984 г. и започва работа в консултантската фирма Booz, Allen & Hamilton, Inc. в гр. Арлингтън (Arlington), щата Вирджиния.
През 1989 – 1992 г. работи като помощник ръководител на космическите полети (Administrator for Space Flight) в щаб-квартирата на НАСА във Вашингтон. От април 1992 г. работи като вицепрезидент на Отдела приложни науки (Applied Systems Division) в корпорацията Booz, Allen & Hamilton, Inc. в гр. Безизда (Bethesda), щат Мериленд. Остава на тази длъжност до оставката си през 2000 г. 

## Награди
Награден е с медалите на НАСА „За изключителни заслуги““ (NASA Exceptional Service Medal) и медал „За космически полет“ (NASA Space Flight Medal).